# Marketing politique
 (février 2020).

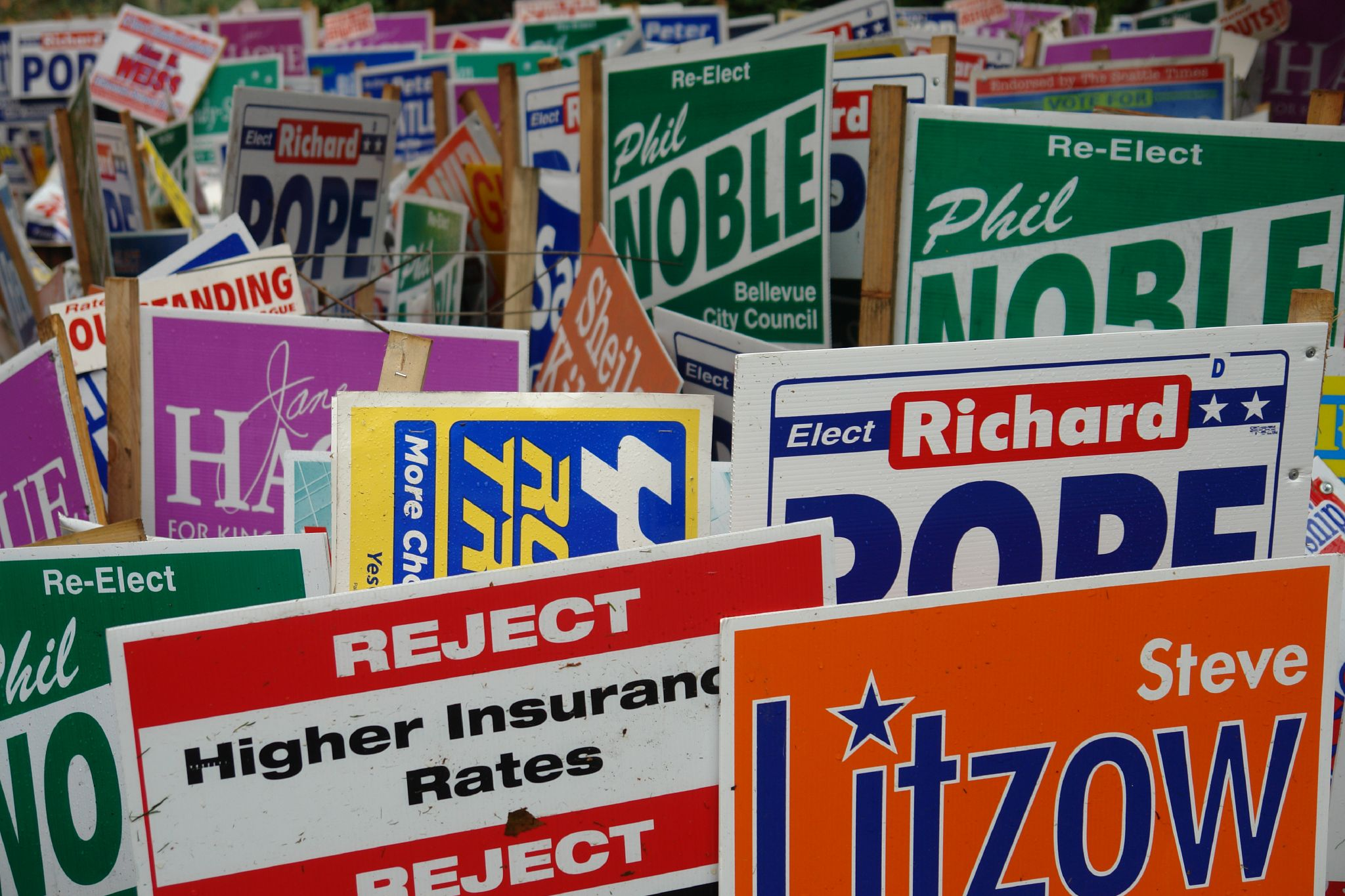
Pancarte ayant plusieurs significations

Le marketing politique est l'une des formes de la communication politique qui vise à promouvoir un projet, un candidat, un dirigeant, une cause politique sur le modèle des techniques de marketing commercial en faisant appel notamment à l'utilisation de campagnes « publicitaires » dans les médias ou sur les réseaux sociaux, la distribution de tracts ou le démarchage, par opposition aux formes historiques de la communication politique que sont, par exemple, les débats publics ou les meetings. En ce sens, la nature du marketing politique s'inscrit dans une stratégie de communication.

## Enjeux
Selon la conception de la politique que peuvent avoir les opérateurs qui le mettent en œuvre, les enjeux peuvent être multiples :
- selon une vision « minimaliste », il s'agirait d'optimiser la combinaison et le niveau des moyens permettant d'atteindre des objectifs et/ou un programme prédéterminés. Dans cette perspective, le « marketing politique » s'efforcerait de déterminer les modalités les plus pertinentes et les plus efficaces pour rallier un maximum de partisans à ses idées, et d'influencer le comportement et le vote des citoyens-électeurs.
- selon une vision « maximaliste », il s'agirait de définir - nettement plus en amont - les objectifs, les programmes, les thèmes réputés « porteurs » et susceptibles de recueillir l'attention et/ou les suffrages. Dans cette vision, le pouvoir serait au marketing politique, ce que le profit est au marketing commercial.

## Histoire
Certains auteurs américains font remonter la trace du marketing politique lors de la campagne de Franklin Roosevelt en 1936.
La campagne de Jean Lecanuet pour l'élection présidentielle de 1965, au travers de la première communication télévisuelle, marque les débuts du marketing politique en France.
Winston Churchill, promettant à son peuple « du sang et des larmes », paraît agir et communiquer à la suite d'une analyse approfondie de la situation.
Que penser des empereurs romains lorsqu'ils promettent « du pain et des jeux » ? Leur action et communication — discutables à l'évidence sur le plan éthique — sont-elles moins réalistes ?

### Conquête nécessaire de l'opinion publique
La fin de la royauté héréditaire met en demeure les régimes qui lui succèdent de prouver leur légitimité. La conquête de l'opinion publique devient désormais un des facteurs-clés de l'action politique.
Et ce, a fortiori pour des régimes démocratiques, où cette légitimité passe par l'élection au suffrage universel et les techniques de représentation parlementaire.
- La Révolution française voit la naissance du marketing politique ; des affiches et des pamphlets sont typographiés ou imprimés pour faire s'étendre rapidement les textes révolutionnaires.
- Napoléon et l'Empire s'attachent à cultiver une image positive (imagerie d'Épinal), tandis que les opposants s'activent dans la direction opposée. Certains voient dans la campagne d'Égypte de Bonaparte, conseillé par Talleyrand, ministre des Relations extérieures, une des premières actions de « communication politique ».
- La IIIe République a fort à faire pour se maintenir dans le cadre du suffrage universel, alors que le corps électoral reste quantitativement fortement rural et qualitativement méfiant vis-à-vis de ceux que l'on dénonce comme étant des « laïcs » et des « partageux ».
- D'autres évoquent l'action d'Edward Bernays, neveu de Sigmund Freud, qu'ils considèrent comme l'un des précurseurs de la propagande politique institutionnelle aux États-Unis.
- D'autres enfin pointent les pratiques de communication réalisées par Joseph Goebbels, les films de Leni Riefenstahl, les slogans politiques nazis et d'une manière générale l'intoxication cérébrale du Troisième Reich pour caractériser les dangers de la manipulation totalitaire.

### Aux États-Unis
Le marketing politique dit « moderne », a été élaboré et promu par des professionnels de la publicité.
- L'année 1917 avec la mise en place par le gouvernement américain du Committee on Public Information qui réunit des professionnels de la communication chargés de mettre en place une campagne visant à convaincre l'opinion publique de soutenir l'entrée en guerre des États-Unis.
- L'année 1932 est souvent donnée comme marquant sa naissance officielle aux États-Unis, lorsque le président Franklin D. Roosevelt s'adresse aux citoyens américains dans le cadre d'émissions radio appelées « causeries au coin du feu ».
- En 1932, les sondages sont introduits par George Gallup, alors employé chez Young & Rubicam. Il invente le sondage politique en prédisant, à la suite d'une enquête, que sa belle-mère serait élue secrétaire d’État dans l’Iowa.
- En 1933, Clem Whitaker et Leone Baxter[1] fondent en Californie «Campaign Inc. » la première agence de publicité spécialiste des campagnes politiques.
- En 1952, ce type de communication acquiert une nouvelle dimension : Le candidat Eisenhower, conseillé par le cabinet en communication BBDO, se fonde sur une technique de marketing commercial pour s'adresser aux électeurs d'une manière qui fera date : 
  - un «média principal» : la télévision,
  - un «thème unique» (USP Unique Selling Proposition): < oui mais lequel ?> .
  - avec un «slogan» « I like Ike » .

Depuis 1952, date de la campagne présidentielle de Dwight D. Eisenhower, les publicitaires et les professionnels des relations publiques font leur entrée dans le domaine de la politique: L'utilisation des techniques de marketing va largement se répandre à toutes les élections.
Mais surtout, l'avènement de la télévision confère à l'élection présidentielle - déjà fortement ressentie comme un « duel » entre deux personnalités incarnant deux grands partis - une importance accrue à l'image. Chez les candidats, rien n'est laissé au hasard et tout est réglé sur mesure: l'habillement, la posture, les médias utilisés et surtout la forme et le contenu du discours.
Ainsi, en septembre et en octobre 1960, John F. Kennedy et le candidat républicain Richard Nixon débattent ensemble. Les citoyens qui suivent les débats à la radio estiment que R. Nixon est légèrement plus convaincant. Mais lors des confrontations télévisées qui sont alors une nouveauté, Nixon apparaît nerveux, en sueur et mal rasé, alors qu'une douleur récurrente au genou le fait souffrir. Face à un Kennedy calme et maître de lui, Nixon « passe » mal à l'écran et ressort affaibli de la confrontation télévisée. 
Ces débats sont donc considérés comme fondateurs d'une certaine mise en scène de la politique moderne puisque, pour la première fois, la manière de se tenir face à une caméra devient un élément important dans une élection.
Le marketing politique évolue encore aux États-Unis, avec la transformation des primaires en un véritable show politique et la sur-médiatisation des deux principaux candidats, suivis au jour le jour.
- En 2008, le marketing politique change de visage avec l’utilisation des réseaux sociaux dans un cadre politique. Un pionnier en termes de communication politique via ce nouveau média est Barack Obama durant la campagne présidentielle de 2008 qui le verra accéder à la maison-Blanche. À l’époque, la télévision est toujours le média dominant aux États-Unis puisqu’elle permet de toucher 90 % de la population, mais Internet est dans le même temps devenu le média privilégié des jeunes de moins de 30 ans: 42 % à 55 % d’entre eux utilisaient le web pour se tenir informés de la politique[3]. Le candidat démocrate se positionne alors comme le « candidat des réseaux sociaux » et part à la conquête de l'électorat en les utilisant.

### En France
Il faut attendre 1965 et la candidature de Jean Lecanuet face au général de Gaulle. Le candidat Lecanuet - qualifié à l'époque de « Kennedy français », quand certains médias avaient également pointé un sourire avantageux et ravageur, d'où le surnom « dents blanches » - se fait remarquer par une forte présence télévisée. Conseillé par l'agence « Services et méthodes » de Michel Bongrand, il ne réussit pas à battre son adversaire qui mène campagne sur un registre classique. Aux élections suivantes, il se fait conseiller par l'agence Havas.
Aux élections législatives de 1967, l'agence « Services et Méthodes » passe contrat pour le conseil de l'UNR .
Par suite, beaucoup de futurs candidats à la présidentielle ont recours à des conseils en communication. 
- Le slogan « La Force tranquille » est imaginé par Jacques Doyen, de l'équipe de Michel Bongrand pour Valéry Giscard d'Estaing.
- en 1981, il est finalement repris par le publicitaire Jacques Séguéla qui contribue à la victoire de François Mitterrand.
- en 1986, une campagne de teasing est organisée par le RPR de Jacques Chirac : « Vivement demain...; ...Avec le RPR ».
- En 1990, le premier ministre Michel Rocard, craignant le risque de propagande électorale, fait limiter la publicité politique a des espaces réglementés que ce soit pour les affiches ou la télévision. Séguéla déclara qu'il avait fait cela croyant que la droite était plus riche[4].
- dans les années 1990, L'escalade des coûts est stoppée : plusieurs lois sont adoptées qui encadrent les campagnes électorales et en limitent strictement les budgets.

Lors des élections présidentielles françaises de 2007 des concepts nouveaux se mettent en place qui ouvrent des perspectives dans la pratique du marketing politique :
- Le parti socialiste lance l'idée d'une élection primaire faisant appel aux citoyens « sympathisants » pour déterminer par le vote le candidat capable de le représenter.
- Ségolène Royal, (candidate socialiste) met en avant le concept de démocratie participative sous le thème de « Désirs d'avenir » : un concept selon lequel les citoyens sont invités à contribuer directement à la formulation/adaptation du programme de la candidate.

## Caractéristiques et outils
Les médias ont un rôle majeur dans le marketing politique, mais ils sont loin d'être le seul outil. Ils sont une méthode[pas clair].
Le marketing politique a recours notamment à des techniques de ciblage ainsi qu'à des modes de communication proches de ceux de la publicité ainsi que des méthodes de persuasion ou rhétorique souvent destinées à faire basculer les débats et influencer les électeurs. Même si la communication est primordiale dans le marketing politique, celle-ci n'est que la partie émergée de l'iceberg. Le marketing politique étant avant tout une stratégie de conquête électorale grâce à un message avec le bon fond et la bonne forme. Les thèmes de campagne font donc partie de cette stratégie car ils abordent les sujets d'intérêt pour les électeurs. Les professionnels du marketing politique peuvent être aussi bien employés pour promouvoir un candidat ou un parti qu'un pays ou une cause. (la guerre en Irak en 2003, par exemple).

### Caractéristiques
Il demande des moyens importants et coûteux :
- d'analyse de l'opinion, y compris les motivations inconscientes pour chaque segment de population ciblé ;
- de veille politique (pour la réactivité du candidat à tout élément nouveau) ;
- de conception de messages et d'argumentaires ;
- de mise en place d'actions de communication au niveau des médias. À chaque développement technologique dans le domaine des médias, le marketing politique a trouvé un nouvel outil pour amplifier sa communication persuasive. Pendant l'entre deux guerres, les politiciens ont appris à se servir habilement de la radio, pour diffuser leur message, Adolf Hitler en est un exemple
 À partir des années 1960 et John F. Kennedy, la télévision devient l'élément majeur de la communication politique 
 le général Charles de Gaulle, en France, qui avait pendant la guerre utilisé avec succès les ondes de la BBC, (cf l'émission radio quotidienne «Les Français parlent aux Français ») cherche à améliorer l’utilisation de ce média.
- Aujourd'hui, Internet est au cœur de nombreux ouvrages traitant du marketing politique[5].

Du fait de ses coûts, il est utilisé prioritairement lors des campagnes électorales ou de situations de crise.
Le marketing politique est à distinguer de ses usages considérés comme plus extrêmes :
- la propagande, qui une action de communication franchement partisane voire carrément tendancieuse.
- le storytelling, pratiqué par le spin doctor, qui promeut de façon insidieuse une communication biaisée ou tronquée.

### Outils
- Les études : Le cœur de métier du marketing politique est de mener toutes les recherches possibles pour déterminer les besoins et attentes des citoyens-électeurs avant de lancer un candidat ou de développer un programme.

Aujourd’hui, le sondage est devenu un outil important pour l’homme politique. Les présidents américains notamment, ont largement fait appel aux sondages d’opinion pour orienter leur mandat. Les programmes puis les applications politiques sont d’abord testés sur des focus group puis des recherches marketing sont faites pour développer des tactiques, et des stratégies pour les faire apparaître sous leur angle le plus séducteur aux citoyens.
- Même si elle n’est pas utilisée en France, la publicité comparative est très courante aux États-Unis. Le principe est de montrer, dans une publicité télévisée par exemple, les faiblesses du parti politique ou du candidat opposé. Parfois, le caractère même du candidat est attaqué. Cette méthode est très en vogue auprès des consultants parce que les électeurs se rappellent plus facilement un message négatif qu’un message positif[6]. On a vu, par exemple, dans les élections canadiennes de 1993, le Parti Progressif-Conservateur du Canada se moquer ouvertement de la paralysie faciale du leader libéral Jean Chrétien dans ses publicités.

On peut encore évoquer les recherches qui visent à trouver tout ce qui est possible sur un candidat adverse, coutume répandue aux États-Unis, où Grover Cleveland avait été accusé par James Blaine d’avoir eu des enfants illégitimes. Cette méthode existe donc depuis longtemps, c’est l’argument ad hominem que Schopenhauer place comme deuxième base de la dialectique (avec l’argument ad rem), dans; « son Art d’avoir toujours raison ».
Les Américains appellent cela l’ « opposition publicitaire », car le but est de faire opposition dans le but d’embarrasser le candidat. Ils n’hésitent pas à aller chercher des documents d’archive, des prises de position par rapport à des sujets polémiques (on a vu Arnold Schwarzenegger se faire rappeler une interview des années 1970 où il disait consommer du cannabis), des rapports de service militaire (George W. Bush en fait les frais face à John Kerry qui a remis en cause son passé militaire), du Financement de la vie politique et électorale.
Aussi, il arrive que des candidats emploient des firmes ou des enquêteurs privés pour qu’elles leur fassent un audit personnel, sur leur passé, pour trouver des moments de vulnérabilité auxquels il serait bon de trouver une solution si jamais on les attaque à ce propos.
- L’envoi de courrier est également classique. Les candidats l’utilisent souvent pour annoncer leurs programmes ; de même, les élus s’en servent pour présenter leurs vœux en début d’année ou pour des occasions particulières. Mais cela peut aller encore plus loin : il existe des campagnes de courriers « fantômes ». Leur but est de ne pas se faire remarquer par les journalistes, le grand public et les adversaires. Cette pratique s’adresse aux principaux lobbies, aux donateurs généreux, aux personnes qui les aident à faire du phoning. Elle fut largement utilisée lors de la campagne présidentielle de 1980 même dans les derniers jours de la campagne. Ces courriers, parfois dans un langage grossier peuvent répandre des rumeurs auxquelles les candidats n’ont parfois pas le temps de répondre.

- Le focus group est une technique de recherche marketing spécifique que les entreprises utilisent depuis des années pour tester des nouveaux concepts de produits ou des techniques de publicité. Il s’agit de petits groupes de gens, entre 5 et 15, qui sont assis autour d’une table et qui répondent aux questions que le leader leur pose. Les participants sont choisis scrupuleusement pour ces séances, en général par téléphone, et sont rémunérés entre 30 et 150 €. Cette technique est utilisée en période électorale pour savoir ce que pense un segment précis de la population sur un thème donné.

- Une autre technique qui est devenue populaire est le « Push Poll ». Le principe est d’appeler plusieurs milliers d’électeurs et de les soumettre à un questionnaire dans lequel le candidat opposé est dénigré pour voir les réactions que peuvent avoir les gens et leur suggérer qu’un politique est peut-être différent que ce qu’ils pensent. Par exemple : « Si vous veniez à apprendre que le candidat X a trompé sa femme, avec qui il vit depuis 32 ans et dont il a quatre enfants, avec une femme de 19 ans alors qu’il était dans ses fonctions d’élus, seriez-vous prêt(e) à voter pour lui à nouveau ? ».

- Le télémarketing est également utilisé aux États-Unis pour les campagnes électorales. Cependant, avec la baisse du nombre de bénévoles, ces services téléphonique sont généralement sous-traités par des entreprises privées. Les informations sont collectées dans des bases de données compatibles avec des logiciels de campagne qui traitent les informations et sortent des lignes directrices.

On peut noter qu’en France entre les deux tours de l’élection présidentielle de 1981, François Mitterrand a fait appel à cette technique. Son opération : « Cent coups de fil pour convaincre » avait pour but que des militants socialistes, munis d’argumentaire de campagne appellent 20 personnes en une heure pour les convaincre d’amener leur voix au candidat socialiste.
- Le répondeur téléphonique est encore d’origine américaine. Les candidats, des célébrités ou des militants enregistrent des messages en aval de la campagne. Puis après une programmation de « robot » (téléphone automatique), le message est délivré à des particuliers avant la campagne. En général, le but est évidemment d’inciter les électeurs à aller voter pour le candidat, mais parfois, le but est juste de répondre à une attaque de l’adversaire. Les personnes contactées sont de manière générale ciblées, mais provoque parfois des surprises ; un manager de campagne canadien rapporte ces faits : avant une élection au Canada, 8 000 électeurs ont reçu cet appel personnalisé : « Bonjour, je suis le candidat X. Je suis désolé mais vous me manquez vraiment. Je veux vraiment que vous sachiez qu’il est très important d’aller voter. L’élection est demain et je compte vraiment sur votre soutien », pour un prix qui n’est vraiment pas prohibitif. Les retours furent du type : « C’est incroyable, le candidat X m’a appelé cette nuit ! Je le crois à peine ! »[7].

La diffusion de numéros verts pour entrer en contact avec des militants et discuter avec eux sans avoir à payer le prix de la communication est une des autres méthodes utilisées avec le téléphone.
- Les réseaux sociaux: Le marketing politique s’est trouvé depuis peu un nouvel allié dans les réseaux sociaux. Les réseaux sociaux représentent un puissant outil de campagne puisqu’ils permettent aux candidats de communiquer directement avec leurs militants et leurs électeurs. Le marketing politique traditionnel doit donc être revu pour prendre en compte ce nouveau média.  Ils permettent notamment l’accélération de diffusion de l’information et donnent une possibilité d’expression démocratique aux utilisateurs leur permettant ainsi de prendre part dans des débats publics pour donner leur opinion.

| Marketing Politique Mix | Marketing-Mix des réseaux sociaux |
| --- | --- |
| Produit : Le candidat/ le parti; Le packaging est également important, ici on considérera qu’il s’agit de la présentation du candidat : son look, son attitude, son body language, sa rhétorique.    | le P de Permission. on apporte au consommateur l’info qu’il attend mais c’est lui qui choisit ou non de recevoir le message. |
| Distribution : Les lieux visités. Pour le marketing politique cette variable est une partie intégrée dans la variable de communication par quel moyen va-t-on diffuser l’image du candidat ?         | le P de Proximité. On doit être le plus proche possible du consommateur, dans son propre réseau, afin de le comprendre, l’écouter, parler le même langage que lui et communiquer dans les deux sens |
| Prix : vote, il s’agit d’un prix de vente unique dans le sens où chaque électeur n’a qu’un seul et unique vote à donner pour une élection.                                                           | le P de Perception. Selon le principe d’émission et de réception, il peut y avoir des disruptions lors du processus de communication, il faut donc veiller à ce que le message émis soit bien compris par la cible |
| Communication : une des variables les plus importantes. Quel média/hors média utiliser ? quel message faire passer. La cible de communication peut être tout à fait différente de la cible marketing | le P de Participation. C’est sûrement la plus forte nouveauté. Le consommateur est partie prenante de l’action : il commente, critique, donne son avis, participe. On passe donc d’une relation linéaire B to C à une relation triangulaire B to C to C puisque les membres du réseau social vont interagir entre eux. |

#### Exemple américain
Un pionnier en termes de communication politique via ce nouveau média était Barack Obama durant la campagne présidentielle de 2008 qui le verra accéder à la maison blanche. À l’époque, la télévision est toujours le média dominant aux États-Unis puisqu’elle permet de toucher 90 % de la population, mais Internet est dans le même temps devenu le média privilégié des jeunes de moins de 30 ans. 42 % à 55 % d’entre eux utilisaient le web pour se tenir informés de la politique. Le candidat démocrate se positionne alors comme le « candidat des réseaux sociaux » et part à la conquête de cette cible.
Son équipe de campagne s’investit dans la conquête de ses nouveaux terrains de communication, et très vite le candidat sera soutenu par 400 000 « amis » sur MySpace (soit près du double d’Hillary Clinton avec 200 000 amis et loin devant John McCain 56 000 amis). Mais c’est surtout sur Facebook, le site leader des réseaux sociaux que le sénateur de l’Illinois a réussi à rassembler des millions de fans, alors que dans le même temps Hillary Clinton est suivie par seulement 158 000 amis et John McCain 145 000. Le recrutement de Chris Hughes, l’un des cofondateurs de Facebook, pour l’épauler lors de la campagne présidentielle de 2008 montre bien que le candidat ne prend pas les réseaux sociaux à la légère. Alors que son concurrent, John McCain, utilise internet en priorité pour lever des fonds, l’équipe de communication de Barack Obama cherche avant tout à créer un lien avec les internautes. Le web déchaîne les passions, et de plus en plus de militants rejoignent Barack Obama dans sa campagne. Son équipe de campagne est même allée jusqu’à créer son propre réseau social, MyBarackObama.com sur lequel un million de sympathisants se sont inscrits. Par l’intermédiaire de ce site, le candidat communique directement avec les internautes et leur donnait l’occasion de participer à la campagne online.
L’exemple de l’opération « Great Schlep »
Toujours dans le contexte de la campagne présidentielle américaine, l’agence de communication Droga5 New York a été chargée de la campagne du candidat Obama sur les réseaux sociaux. Barack Obama devait remporter les votes de l’État de Floride qui est l’un des états clés lors des élections présidentielles. La Floride a été prise pour cible. Les retraités juifs de Floride votaient traditionnellement pour les Républicains, alors que la jeune génération était plus encline à voter pour le candidat démocrate. L’agence produisit une vidéo virale avec la comique Sarah Silverman, afin de pousser les petits enfants à aller leur rendre visite pour discuter du programme d’Obama. Le phénomène eut un grand retentissement sur le net et très vite les médias du pays relayèrent l’information. L’opération « great schlep » était lancée. À la suite de cette opération, 275 000 juifs de Floride ont reporté leur vote sur Barack Obama, qui gagnera l’État avec 75 000 voix d’avance.
En 2011, avec l'approche de la nouvelle campagne présidentielle aux États-Unis, le président Obama cherchait à préparer la campagne de sa réélection. Le candidat décide alors de garder son positionnement original de candidat des réseaux sociaux. Le 20 avril 2011, Barack Obama est accueilli par Mark Zuckerberg au siège de l’empire Facebook à Palo Alto en Californie, pour une conférence avec les jeunes employés de Facebook et retransmis en direct sur le net. C’est l’occasion pour le candidat démocrate de préparer le terrain pour la prochaine campagne présidentielle américaine en tentant de séduire la jeunesse.

#### Exemple français
La télévision est toujours considérée comme le média le plus efficace pour les politiciens afin de faire passer un message au plus grand nombre de citoyens. Mais en France la communication audiovisuelle des partis politiques est contrôlée par le CSA, qui fixe des règles très rigoureuses pour s’assurer une certaine parité entre les différents partis. Devant ce constat, l’engouement d’un nombre croissant de citoyens pour les nouvelles technologies a incité les politiques à concentrer leur effort sur le web, qui offre plus de libertés au niveau de la communication. De plus, les coûts des campagnes virales sont amoindris sur le web et permettent d’avoir un contact direct avec les partisans et les sympathisants, notamment via les réseaux sociaux. Si la majorité des partis politiques français sont déjà présents sur Facebook, l’UMP et le PS se démarquent de leurs adversaires en lançant chacun leur propre réseau social. Le 7 janvier 2010, l’UMP sous l’influence de Xavier Bertrand a essayé de mettre en place un nouveau réseau social, les créateurs de possible, destiné à tous les citoyens qui voulaient donner leurs idées. Ce projet de l’UMP a été critiqué par les socialistes qui ne voyaient en lui qu’une dérive de la démocratie participative lancée par Ségolène Royal. Les participants du réseau pouvaient être invités à des événements que le parti met en place. L’autre objectif de ce réseau social était d’attirer la jeune génération qui passe un temps considérable sur le net. Seulement le secrétaire général de l’UMP Jean-François Copé a annoncé que le site serait fermé car il n’aurait pas répondu aux attentes des internautes. Le parti socialiste de son côté a lancé le 12 janvier 2010 son réseau social, la Coopol, destiné quant à lui aux militants. Les fonctionnalités du site sont assez proches de Facebook et permettent aux participants de rencontrer et de discuter les autres sympathisants de gauche inscrits sur le site. Il sert également aux militants de plateforme en cas de campagne politique afin de coordonner les différentes actions.
La fin de l’année 2011, une période et phase préélectorale, se caractérise par une montée en puissance de l’utilisation des réseaux sociaux qu’ont les politiques. Ces derniers investissent notamment Facebook et Twitter leur permettant de s’exprimer et d’échanger entre eux ou avec les internautes sur les sujets d’actualité politiques. On retrouve ainsi sur le site de micro blogging, parmi les politiques les plus actifs, Cécile Duflot (2 491 tweets et 37 606 abonnés), Benoît Hamon (1454 tweets et 78 632 abonnés), Nathalie Kosciusko-Morizet (1879 tweets et 99 860 abonnés), ou encore Éric Besson (1631 tweets et 26783 abonnés).
L'Agence France-Presse (AFP), associée à YouTube, au Centre de formation des journalistes (CFJ) et à Twitter, a annoncé en juin 2011 le lancement de « YouTube Elections 2012 », une chaîne spéciale sur le site de partage dédiée à l'élection présidentielle française. Comme l’expliquent les entreprises associées à la chaîne, « YouTube Elections 2012 » sera « un espace citoyen de débat et de dialogue en ligne autour des prochaines élections de 2012 » pour permettre aux internautes de suivre et interroger les différents candidats et partis politiques durant les campagnes présidentielle et législatives. La chaîne YouTube Elections 2012 « s'inspire de YouTube YouChoose08 - lieu de débat phare entre internautes et candidats autour de la présidentielle américaine de 2008 » - et propose aux internautes d'interroger les personnalités politiques reçues toutes les deux semaines par le CFJ et l'AFP. Ainsi, avant chaque entretien, les internautes pourront soumettre leurs questions par écrit ou par vidéo sur YouTube ou via Twitter. Il leur sera ensuite proposé de voter pour leurs questions préférées. 
Même les plus grands représentants de l’État sont présents sur les réseaux sociaux, comme le premier ministre François Fillon qui fait parler de lui le 12 décembre 2011 en étant démasqué sur Twitter par un internaute. Le premier ministre était en effet présent sur le réseau social depuis le mois d'octobre. Ce compte, à partir duquel le ministre n'a pratiquement rien publié, était surtout utilisé pour suivre ses ministres, François Baroin, Nathalie Kosciusko-Morizet, Valérie Pécresse ou encore Éric Besson ainsi que des journalistes politiques comme Christophe Barbier de l'Express ou Jean-Michel Aphatie de RTL.

#### Impact des réseaux sociaux sur la relation avec le public
Cette présence des politiques sur ces réseaux leur permettent outre la construction d’une image, le rassemblement ou l’information, de se rapprocher d’un public et de nouer un contact plus direct avec lui. Le web contribue en quelque sorte à désacraliser l’homme politique, le rendant plus semblable à ses concitoyens, plus facile d’identification et donc une opportunité pour lui de gagner en popularité.

#### Pouvoir des réseaux sociaux en politique
Entre 2010 et 2011 la révolution tunisienne (révolution de jasmin) est dans une large mesure, une révolution internet voir une révolution Facebook. En effet, les réseaux sociaux ont permis de catalyser le ras-le-bol mais aussi d’organiser la résistance au régime de Ben Ali. Facebook puis plus tard Twitter ont alors étaient des véritables vecteurs de circulation de l'info et de la prise de parole échappant au contrôle des autorités. Au plus fort des évènements, les Tunisiens ont publié sur Facebook les vidéos des massacres des manifestations. Chaque nouvelle, chaque information importante était immédiatement répercutée à des centaines de milliers de personnes sur internet. La toile était alors devenue en Tunisie le seul espace de liberté pour le peuple.
Sans ses réseaux sociaux, non seulement le monde n’aurait pas eu vent des massacres de Kasserine, cette ville martyre de l’ouest tunisien mais de plus la mobilisation des manifestants n’aurait pas été possible, ou d’une ampleur bien plus faible.

#### À savoir manager avec précaution
Besson et l’affaire du DM Fail : le mercredi 19 octobre, un message à caractère privé que le ministre Eric Besson voulait envoyer à un de ses contacts Twitter par message directe (DM) s’est retrouvé publié sur son profil par une erreur de manipulation (DM Fail). Le fameux message «Quand je rentre je me couche. Trop épuisé. Avec toi?» s’est donc retrouvé accessible et lisible par les plus de 13 000 personnes abonnées au compte du ministre de l’Économie numérique (et de tous les autres par le biais des retweets) entrainant l’hilarité et les moqueries des utilisateurs du réseau.
En juin 2011, aux États-Unis, un sénateur américain new yorkais, Anthony Weiner, a été contraint de démissionner après avoir publié par erreur des photos de lui torse nu sur la sphère publique de Tweater initialement destinées à une femme rencontré en ligne. Anthony Weiner avait d'abord prétendu que son compte Twitter avait été piraté, avant d'avouer sa faute et de démissionner sous la forte pression des politiques et de l’opinion publique.
- Le parrainage : L'approbation des célébrités, consiste à une mise en marché commercial à faire porter un produit par une célébrité pour qu’elle lui transfère ses qualités dans l’esprit des consommateurs (l’exemple des modèles qu’utilise l'Oréal est flagrant). Aux États-Unis, au Royaume-Uni, en France… les hommes politiques se font de même souvent soutenir par des personnalités. Les stars d’Hollywood sont les bienvenues pour des séances photos avec un candidat démocrate ou républicain.

- La précampagne, dont le but est de communiquer avec les électeurs bien en avance. Un principe que l’on retrouve dans le marketing du cinéma, qui annonce longtemps à l’avance la sortie d’un film événement et qui fait des campagnes d'appréciation avant même la sortie de la bande annonce. Le but est de préparer au mieux la campagne pour qu’une fois qu’elle soit véritablement lancée, les efforts préliminaires permettent d’en maximiser les effets. La campagne d’affichage de Jacques Chirac pour les élections de 1988 a eu une précampagne d'évaluation dès 1985.

- La campagne Internet est en train de se développer et permet aux électeurs de trouver à chaque instant les informations, films, programmes des candidats. Le media permet également de répondre par courriels et de communiquer par bulletin. Les donations en ligne se sont largement développées, notamment avec la campagne Internet de George W. Bush de 2000.

- La gestion de l’image n’est pas nouvelle. Dès 1860, Abraham Lincoln avait compris qu’il fallait se présenter le plus séduisant possible. Pour sa campagne, il se fait représenter plus jeune et avec un cou plus court. Aujourd’hui avec la technologie numérique[22], la modification d’une image est aisée : Des personnes peuvent être effacées d'une photo, alors que d'autres peuvent être ajoutées, le premier plan ou l'arrière plan du cliché peut être changé, les «imperfections» du visage peuvent être corrigées… D’autres logiciels, un peu moins courant permettent de faire le même type de travail sur un support vidéo.

- La mise en forme de l'information : ainsi le cv d'un candidat peut être rédigé de façon à « gommer » les aspérités ou particularités gênantes d'un cursus.

## Limite et critique
- Le marketing politique joue habituellement plus sur les aspects émotionnels que sur les programmes précis et les points techniques. « En politique, ce qui est cru devient plus important que ce qui est vrai. » disait Talleyrand.
- De ce point de vue il peut se situer aux limites de la manipulation (cf les pratiques de storytelling conduites par des conseillers en communication d'un type particulier (les spin doctors).
- Dans une enquête pour Business Week, M. Landler remarquait en 1992 que 36 % des personnes contactées pour un sondage refusaient de répondre, soit 12 % de plus que 6 ans auparavant[23].